# تیپ ابوذر
تیپ ابوذر تیپی متشکل از شیعیان افغانستانی بود که در جنگ ایران و عراق داوطلبانه برای ایران می‌جنگیدند. این جنگجویان در طول جنگ در مناطق کوهستانی لولان و نوچه در شمال غرب ایران مستقر بودند، زیرا در جنگ با شوروی تجربه جنگ کوهستانی و نامنظم را داشتند.

## تیپ فاطمیون
اخیراً سپاه پاسداران انقلاب اسلامی برای جنگ در سوریه تیپ فاطمیون را ایجاد کرده که یک گروه شبه‌نظامی شیعه افغانستانی است. این گروه دخالت مستقیم دولت ایران در فعالیت‌های خود را رد کرده‌است. به گفته معاون فقید سید حکیم، تعداد اعضای این تیپ بین ۱۲۰۰۰ تا ۱۴۰۰۰ جنگجو است.